# Georg Wilhelm Richmann

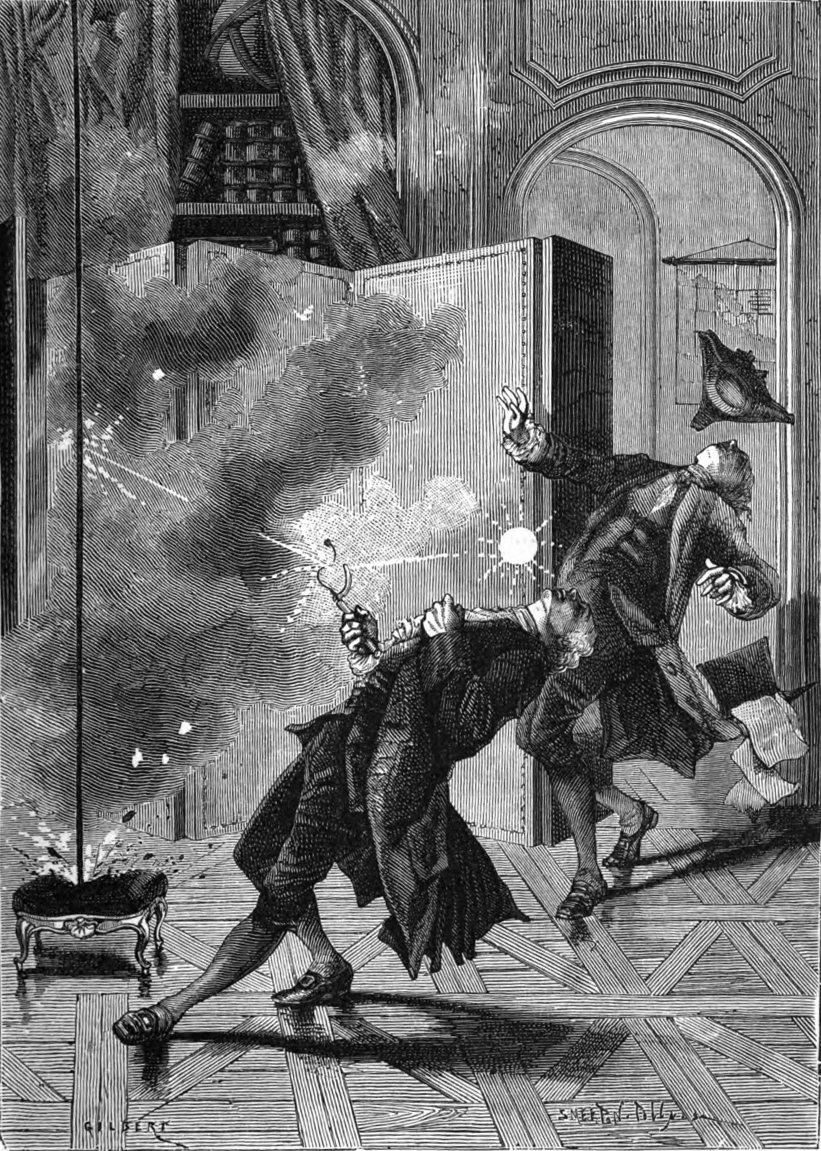
Richmann en zijn graveur tijdens de elektrocutie in St. Petersburg

Georg Wilhelm Richmann (Russisch: Георг Вильгельм Рихман) (Pernau, 22 juli [O.S. 11 juli] 1711 – Sint-Petersburg, 6 augustus [O.S. 26 juli] 1753) was een Duits-Baltische natuurkundige die het grootste deel van zijn leven in Rusland doorbracht. Hij was waarschijnlijke de eerste persoon in de geschiedenis die overleed tijdens een experiment met elektriciteit.

## Biografie
Richmann werd geboren in Pernau (huidig Pärnu, Estland) in een Duits-Baltische familie. Zijn vader overleed nog voor zijn geboorte aan de pest, waarna zijn moeder hertrouwde. Hij verkreeg zijn basisopleiding eerst in Reval. Later ging hij naar Duitsland waar hij wis- en natuurkunde studeerde aan de universiteiten van Halle en Jena, voordat hij in 1735 naar Sint-Petersburg vertrok.
In 1741 werd hij benoemd tot buitengewoon professor natuurkunde aan de Petersburgse Academie der Wetenschappen en in 1745 tot gewoon professor als opvolger van Georg Wolfgang Krafft. Aansluitend werd hij directeur van het natuurkundige laboratorium. In Rusland voerde hij pionierswerk uit op het gebied van elektriciteit en dan in het bijzonder atmosferische elektriciteit. Daarnaast werkte hij samen met Michail Lomonosov aan de caloriemeter. Ook was hij de huismeester van de kinderen van graaf Andrej Osterman.
Richmann werd in Sint-Petersburg dodelijk geëlektrocuteerd "toen hij probeerde om de respons te kwantificeren van een geïsoleerde staaf in een nabije storm". In essentie probeerde hij een experiment te repliceren dat was voorgesteld door Benjamin Franklin en uitgevoerd door Thomas-François Dalibard in Marly. Terwijl hij daarmee bezig was, verscheen er een bolbliksem die in aanraking kwam met Richmanns hoofd en hem ter plaatse doodde. Zijn graveur, die in dezelfde ruimte aanwezig was, werd door de klap bewusteloos geslagen; terwijl het deurkozijn van de ruimte werd gespleten en de deur uit de hengels werd geslagen.